# Londa Schiebinger
Londa Schiebinger, née le 13 mai 1952, est une historienne des sciences américaine, connue pour son analyse des relations entre le genre et la science.

## Travaux
En 1984, elle publie sa thèse, intitulée Women and the origins of modern science.
Professeure d’histoire des sciences à l’université Stanford, en Californie, elle analyse les relations entre le genre et la science. Elle dirige le projet international innovations genrées, pour lequel elle collabore avec l’institut national de santé américain et l’Union européenne.

## Publications
- (en) Londa Schiebinger, Andrea Davies Henderson et Shannon K. Gilmartin, Dual-Career Academic Couples : What Universities Need to Know, Stanford, université Stanford, 2008, 98 p. (ISBN 978-0-9817746-0-2, OCLC 259735157).
- (en) Londa Schiebinger (edt.), Gendered innovations in science and engineering, Stanford, Calif, Stanford University Press, 2008, 244 p. (ISBN 978-0-8047-5814-7 et 978-0-804-75815-4, OCLC 156785104).
- (en) Robert Proctor (edt.) et Londa Schiebinger (edt.), Agnotology : the making and unmaking of ignorance, Stanford, Calif, Stanford University Press, 2008, 298 p. (ISBN 978-0-8047-5652-5 et 978-0-804-75901-4, OCLC 778200442, lire en ligne)
- Plants and Empire: Colonial Bioprospecting in the Atlantic World, Harvard University Press. 2004,  (ISBN 978-0-674-01487-9)
  - Traduction étrangère : japonais (Kosakusha Publishing Co., in progress). Gagnant du Prize in Atlantic History, American Historical Association, 2005, et du Alf Andrew Heggoy Book Prize, French Colonial Historical Society, 2005.  (ISBN 0-674-01487-1)
- Colonial Botany: Science, Commerce, and Politics, edited by Londa Schiebinger, Claudia Swan (University of Pennsylvania Press) 2004.
- Nature's Body: Gender in the Making of Modern Science Beacon Press, 1993,  (ISBN 978-0-8070-8900-2); New Brunswick: Rutgers University Press, 2004  (ISBN 978-0-8135-3531-9)
  - Traductions étrangères : japonais (Tokyo: Kosakusha Publishing Co., 1996) ; allemand (Stuttgart: Klett-Cotta Verlag, 1995) ; et hongrois (en préparation). Gagnant du Ludwik Fleck Book Prize, Society for Social Studies of Science, 1995.
- Feminism in Twentieth-Century Science, Technology, and Medicine, édité par Angela Creager, Elizabeth Lunbeck et Londa Schiebinger, University of Chicago Press, 2001,  (ISBN 978-0-226-12024-9)
- Oxford Companion to the Body, édité par Colin Blakemore et Sheila Jennett; Section editors Alan Cuthbert, Roy Porter, Tom Sears, Londa Schiebinger, and Tilli Tansey (Oxford University Press)  2001.
- Feminism and the Body, edited by Londa Schiebinger, Oxford University Press, 2000,  (ISBN 978-0-19-873191-7)
- Has Feminism Changed Science?, Cambridge: Harvard University Press 2001,  (ISBN 978-0-674-00544-0)
  - Traductions étrangères : japonais (Kosakusha Publishing Co., 2002) ; allemand (München: Beck Verlag, 2000) ; portugais (Editora da Universidade do Sagrado Coração, 2001) ; coréen (Dulnyouk Publishing Co., 2002).  (ISBN 0-674-00544-9)
- The Mind Has No Sex? Women in the Origins of Modern Science, Cambridge: Harvard University Press, 1989,  (ISBN 978-0-674-57623-0); Harvard University Press, 1991,  (ISBN 978-0-674-57625-4)
  - Traductions étrangères : japonais (Tokyo: Kosakusha Publishing Co., 1992) ; allemand (Stuttgart: Klett-Cotta Verlag, 1993) ; chinois (Taipei: Yuan-Liou Publishing) ; portugais (Lisbon: Pandora Ediçioes, 2001) ; et grec (Athens: Katoptro, 2003).
- "Theories of Gender and Race", Feminist theory and the body: a reader, Editors Janet Price, Margrit Shildrick, Taylor & Francis, 1999,  (ISBN 978-0-415-92566-2)

### Critiques
- "Changing Assumptions", American Scientist, septembre–octobre 2008